# Mahmud von Ghazni

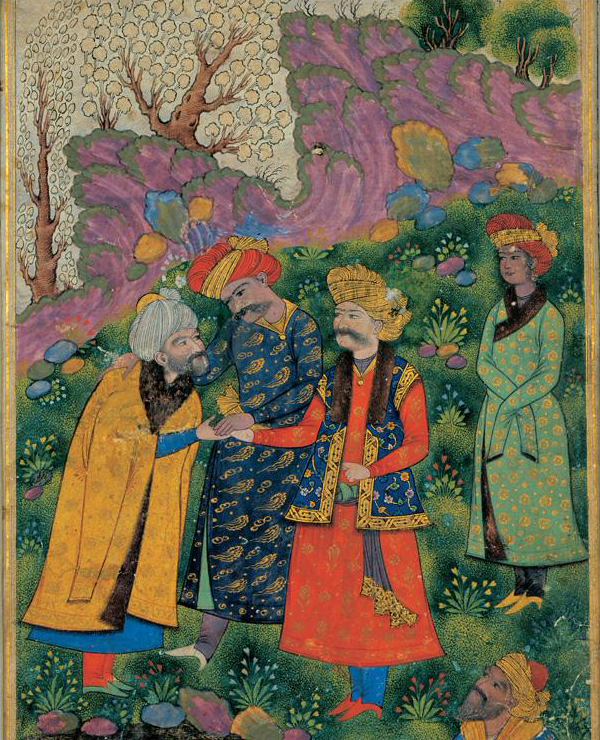
Sultan Mahmud von Ghazni und der Knabe Ayaz: Mahmud (in blau) steht rechts und schüttelt die Hand des Scheichs, während Ayaz hinter ihm steht. Die Figur, die rechts von den dreien steht, ist Schah Abbas I., der aber erst 600 Jahre später regierte. Das Gemälde ist im Teheraner Museum für zeitgenössische Kunst zu sehen.

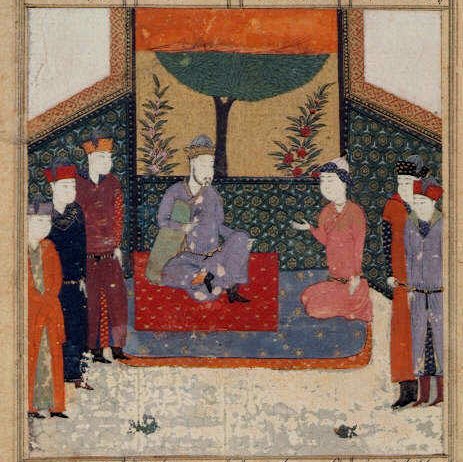
Mahmud und Ayaz (Miniaturmalerei, 15. Jh.)

Mahmud von Ghazni (persisch محمود غزنوی, DMG Maḥmūd-i Ġaznavī; geboren am 2. Oktober 971; gestorben am 30. April 1030), eigentlich Yamin ad-Daula wa-Amin al-Milla Abu ’l-Qasim Mahmud ibn Sebüktigin (Yamīn ad-Daula wa-ʾAmīn al-Milla Abu ’l-Qāsim Maḥmūd ibn Sebüktigin), kurz Maḥmūd ibn Sebüktigin, war der berühmteste Herrscher aus der türkischstämmigen Ghaznawidendynastie. Indem er zahlreiche Feldzüge – auch nach Nordindien – unternahm, errichtete er ein bedeutendes islamisches Großreich mit dem Zentrum Ghazna, das er als Sultan von 998 bis zu seinem Tode regierte. Nach Mahmud herrschten seine beiden Söhne Muhammad und Masud.

## Beginn und Grundzüge seiner Herrschaft
Mahmud war der Sohn von Sebüktigin (regierte 977–997), einem halbunabhängigen Statthalter der Samaniden-Emire Bucharas in Ghazni. Seine Mutter war die Tochter eines persischen Würdenträgers aus Zabulistan.
Als die Macht der Samaniden verfiel, wurde Sebüktigin 993/94 vom Emir Nuh II. (reg. 976–997) zu Hilfe gerufen, um einen Aufstand zweier Armeebefehlshaber in Chorasan niederzuschlagen. Da er erfolgreich war, wurden ihm Land und Truppen übereignet und sein Sohn Mahmud erhielt den Oberbefehl über die Armee in Chorasan mit ihrem Hauptquartier in Nischapur.
Nach dem Tod seines Vaters 997 verdrängte Mahmud seinen Bruder Ismail (reg. 997) von der Macht in Ghazni. Bald darauf, im Oktober 999, stürzte Abd al-Malik II., der Emir der Samaniden, sodass Mahmud auch seiner ehemaligen Oberherrscher entledigt wurde. Unter seiner Herrschaft entwickelte sich Ghazni – ohnehin ein bedeutender Handelsplatz – zum kulturellen Zentrum und wurde zur Hauptstadt eines Reiches, das sich bald über das heutige Afghanistan, große Teile Irans und Pakistans sowie über Teile im Nordwesten Indiens erstreckte. Einige bedeutende Persönlichkeiten – darunter der große Dichter und von Mahmud unterbezahlte Schöpfer des Schahnameh Firdausi sowie der Universalgelehrte al-Bīrūnī und der Dichterfürst Unsuri – lebten und wirkten zeitweilig an Mahmuds Hof.
Mahmuds Regime wurde von der Macht der Mamluken-Armee zusammengehalten, der persischen Bürokratie nach samanidischem Vorbild und nicht zuletzt auch von der Legitimation, die ihm das Abbasiden-Kalifat in Bagdad als Sultan gewährte. Die „Schmiere in diesem Getriebe“ war die Beute, die Mahmud von Ghazna bei seinen Eroberungs- und Raubzügen regelmäßig machte. Der durch die Eroberungen vergrößerte Münzbestand regte auch den Handel über Ghazni und Mahmuds Reich an, während die zahllosen Sklaven in Handel und Gewerbe eingesetzt wurden. Alles zusammen sollte (eigentlich) die Macht der Ghaznawiden festigen – in jedem Fall festigte es Mahmuds Ruf als erfolgreicher Eroberer, der sich unabhängig von seinen Untaten über die Jahrhunderte hielt.
Legendär geworden ist die Liebesbeziehung Mahmuds zu dem jungen Sklaven Malik Ayaz.
Mahmuds ständige Kriege überbeanspruchten die Möglichkeiten des Staates. Beispielsweise brach durch die Zerstörung der Bewässerungsanlagen 1011 eine Hungersnot in Chorasan aus, die viele Opfer forderte. Sein Militärregime war bei der Bevölkerung so unbeliebt, dass es zehn Jahre nach Mahmuds Tod infolge der verlorenen Schlacht von Dandanqan gegen die Seldschuken in vielen Gebieten rasch zusammenbrach.

## Feldzüge und Kriegsführung

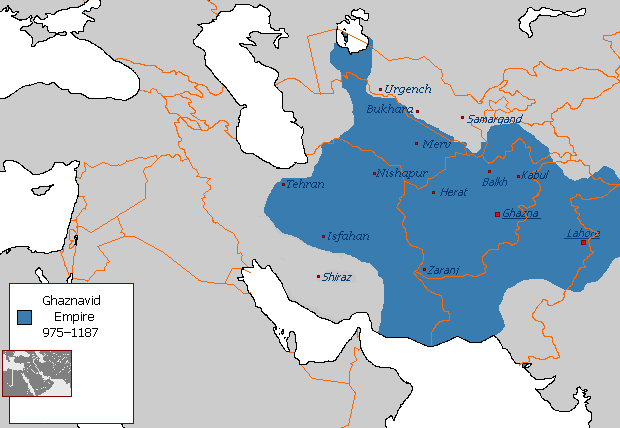
Das Ghaznawidenreich

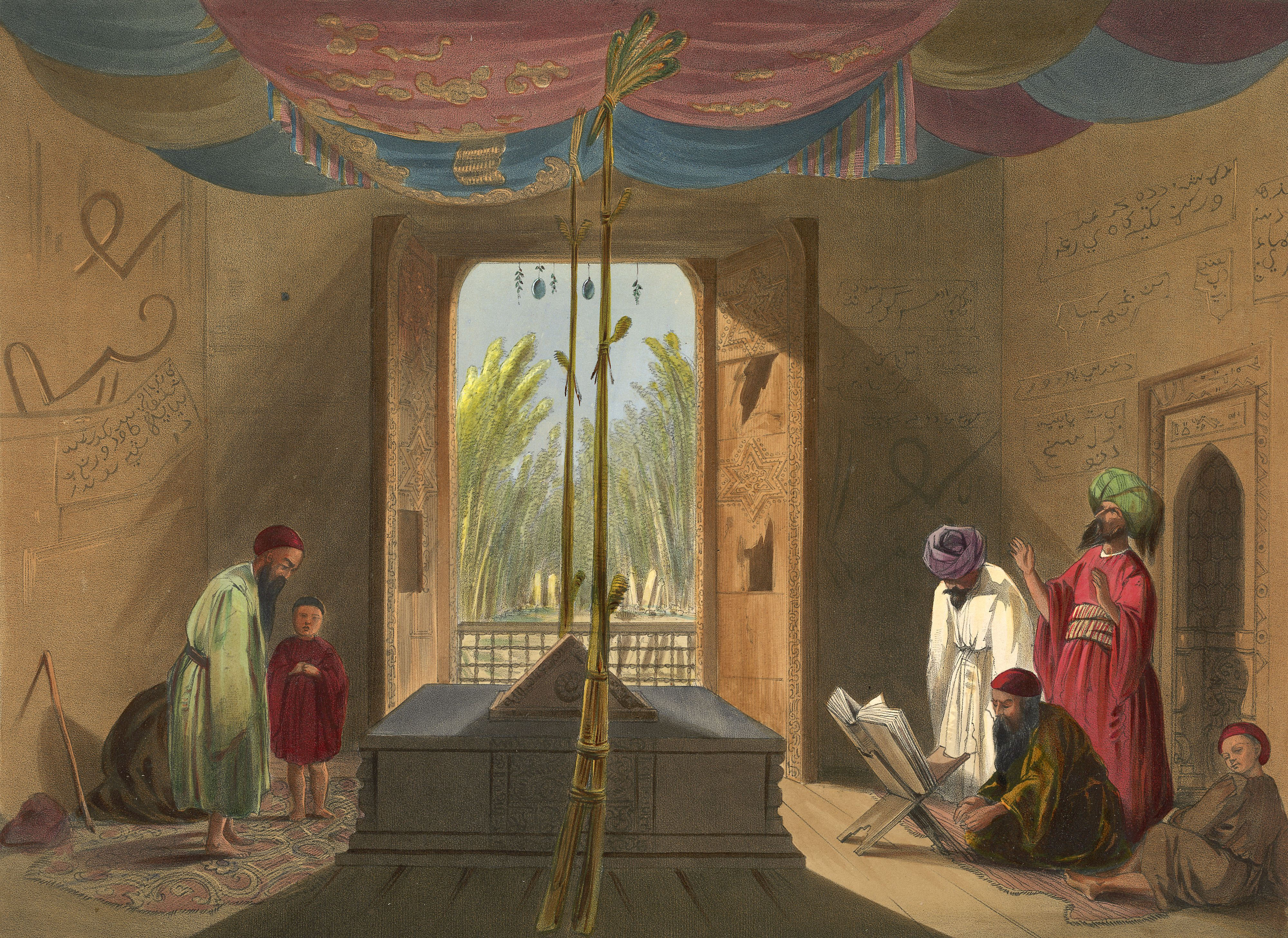
Das Grab Mahmuds von Ghazni auf einer Lithografie aus dem Zeitraum von 1839–42

Als Herrscher befehligte Mahmud von Ghazni zahlreiche Feldzüge. Mehrfach drang er dabei nach Chorasan (Merv, Nischapur, Balch, Herat), Sīstān, Ghur und ins Gebiet der Qarachaniden nach Transoxanien vor und im Jahre 1017 eroberte er die reiche Oase Choresm, als deren Regenten er die Mamuniden stürzte und durch die Altuntaschiden ersetzte.
Zudem unternahm Mahmud von Ghazni auch Feldzüge in den von Buddhisten, Jainas und Hindus bewohnten Norden Indiens (Nagarkot, Kannauj, Meerut, Gwalior, Ajmer, Kathiawar), nach Gandhara und in den Pandschab (Multan, Lahore). Ebenso wie beim Krieg gegen die schiitischen Buyiden in Dschibāl (Rey, Isfahan, Hamadan) – deren Herrschaft Mahmud 1029 ein Ende setzte – spielten dabei wohl zum Teil auch religiöse Motive eine Rolle (Ghāzī-Tradition), doch handelte es sich vor allem um Beutezüge. So waren speziell Tempelstädte (wie Ujjain, Maheshwar, Dwarka und besonders Somnath) Ziele, da in diesen große Reichtümer verborgen lagen. Mahmud von Ghaznis Armee raubte die Tempel aus und zerstörte sie anschließend. Die islamischen Autoren verschweigen das oder verweisen darauf, dass Mahmuds Kriegsführung nichts mit dem Islam zu tun gehabt hätte, sondern üblich gewesen sei. In der Tat gab es auch immer einige Hindus in islamischen Diensten und umgekehrt. Bei seiner zeitweiligen Besetzung Reys im Jahr 1029 ließ Mahmud von Ghazni Ismailiten kreuzigen und zu ihren Füßen deren religiöse und philosophische Schriften verbrennen.
Seine Kavallerie, berittene Bogenschützen mit arabischen Pferden, erzielte große Erfolge gegen die hauptsächlich auf Kriegselefanten und Infanterie gestützten und somit weniger beweglichen indischen Truppen. Zudem bediente er sich einer klaren Aufteilung seiner Streitmacht in verschiedene Einheiten, was ihm überlegene taktische Manöver erlaubte. Umgekehrt setzte er die erbeuteten indischen Kriegselefanten bei seinen Feldzügen gegen die Qarachaniden ein. Die Ursache für die Siege der Muslime ist aber weniger in der militärischen Überlegenheit, als vielmehr in dem mangelnden Zusammenhalt des indischen Militärapparats zu suchen, bei dem sich der Rajputen-Adel an diverse nachteilige Ehrenkodizes hielt (z. B. keine Waffen oder Rüstungen, die den Heldenmut in Frage stellen; Verschonung eines gefangenen oder von dritter Seite bedrängten Gegners) und auf dem Schlachtfeld oft zu stolz und undiszipliniert agierten.

## Religionspolitik
Wie sein Vater Sebüktigin förderte Mahmūd in den ersten Jahren seiner Herrschaft die Karrāmiten und Hanafiten. Er machte den Prediger und Asketen Abū Bakr Muhammad ibn Ishāq Ibn Mahmaschādh, Führer der Karrāmiten von Nischapur, zu seinem Vertrauten und ließ ihm auf dem Weg nach Sarachs einen Ribāt errichten. Nach dem Jahre 1012 entzog Mahmūd den Karrāmiten aber seine Protektion. Fortan förderte er stärker den schafiitischen Madhhab und verwandte auch Anhänger dieser Lehrrichtung bei wichtigen diplomatischen Missionen. Nach einem Bericht, den der schafiitische Gelehrte al-Dschuwainī überliefert, erfolgte der Übertritt Mahmūds vom hanafitischen zum schafiitischen Madhhab, nachdem ihm der schafiitische Gelehrte al-Qaffāl al-Marwazī (gestorben 1026) in Merw eine Salāt in hanafitischer und in schafiitischer Version vorgeführt hatte.

## Rezeption in der Kunst
- Fürst und Sänger. Oper in einem Aufzug. Die Dichtung ist nach Idee und Plan des Komponisten in Versen ausgeführt von J. V. Widmann. Musik von Felix Mottl. Berlin [ca. 1893] (Digitalisat des Textbuches in der Badischen Landesbibliothek und der Partitur im Münchener Digitalisierungszentrum)